# Obština Letnica
Obština Letnica (bulharsky Община Летница) je bulharská jednotka územní samosprávy v Lovečské oblasti. Leží ve středním Bulharsku na rozhraní Předbalkánu a Dolnodunajské nížiny. Správním střediskem je město Letnica, kromě něj zahrnuje obština 3 vesnice. Žijí zde zhruba 4 tisíce stálých obyvatel.

## Sídla
- Gorsko Slivovo[p 1]
- Kărpačevo
- Krušuna[p 1]
- Letnica[p 2] (sídlo správy)

## Sousední obštiny
| Růžice kompasu | Pordim |                 | Levski    | Růžice kompasu |
| Růžice kompasu | Loveč  | Sever           |           | Růžice kompasu |
| Růžice kompasu | Loveč  | Obština Letnica |           | Růžice kompasu |
| Růžice kompasu | Loveč  | Jih             |           | Růžice kompasu |
| Růžice kompasu |        | Sevlievo        | Suchindol | Růžice kompasu |

## Obyvatelstvo
V obštině žije 4 433 obyvatel a je zde trvale hlášeno 5 046 obyvatel. Podle sčítání 7. září 2021 bylo národnostní složení následující:
- Bulhaři: 3 040 (86.6 %)
- Turci: 448 (12.8 %)
- Romové: 8 (0.2 %)
- ostatní: 15 (0.4 %)

V období 2011 až 2021 v obštině ubylo 483 obyvatel.